# Cinéma norvégien

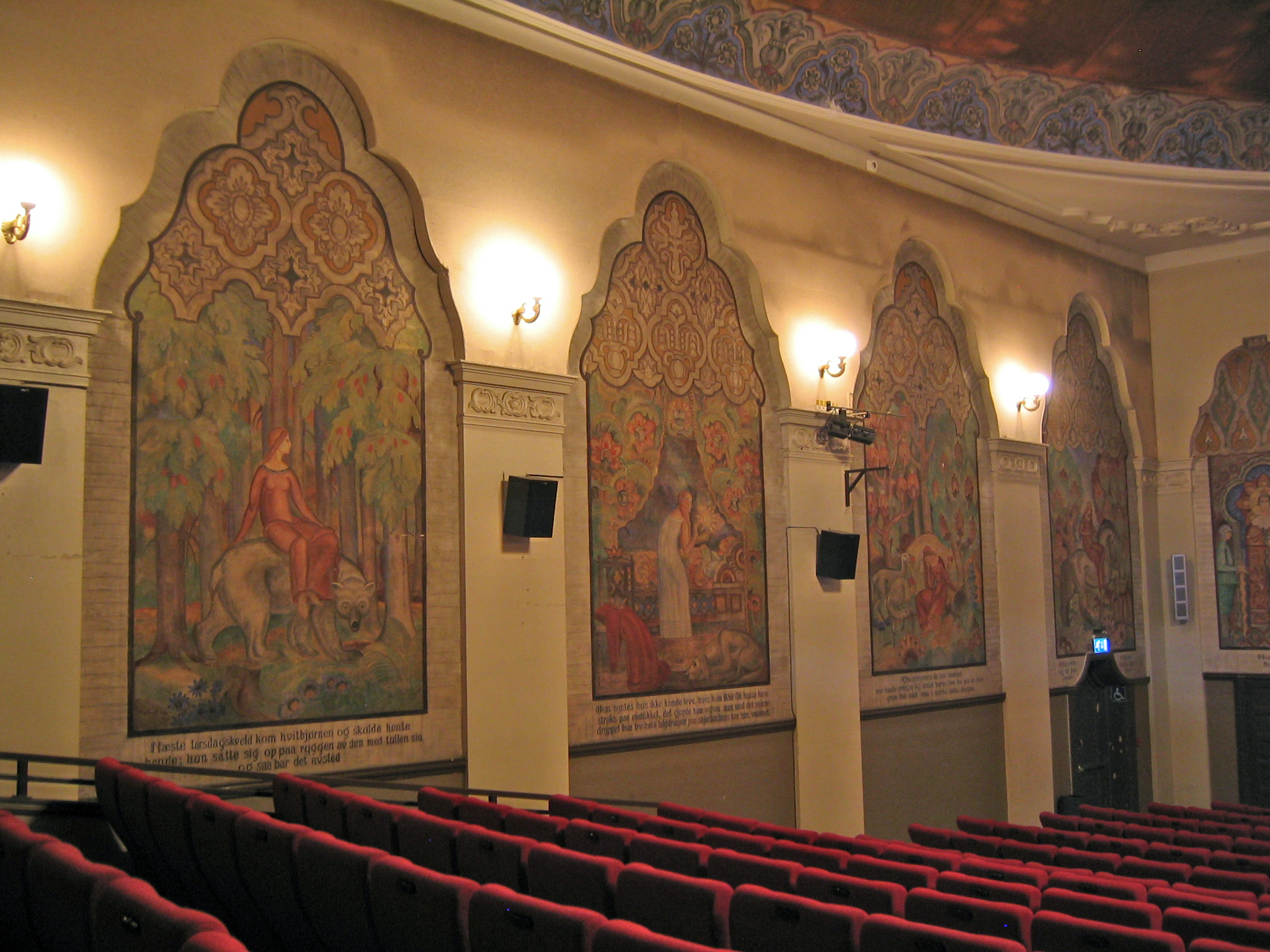
Munken Kino à Larvik : fresques

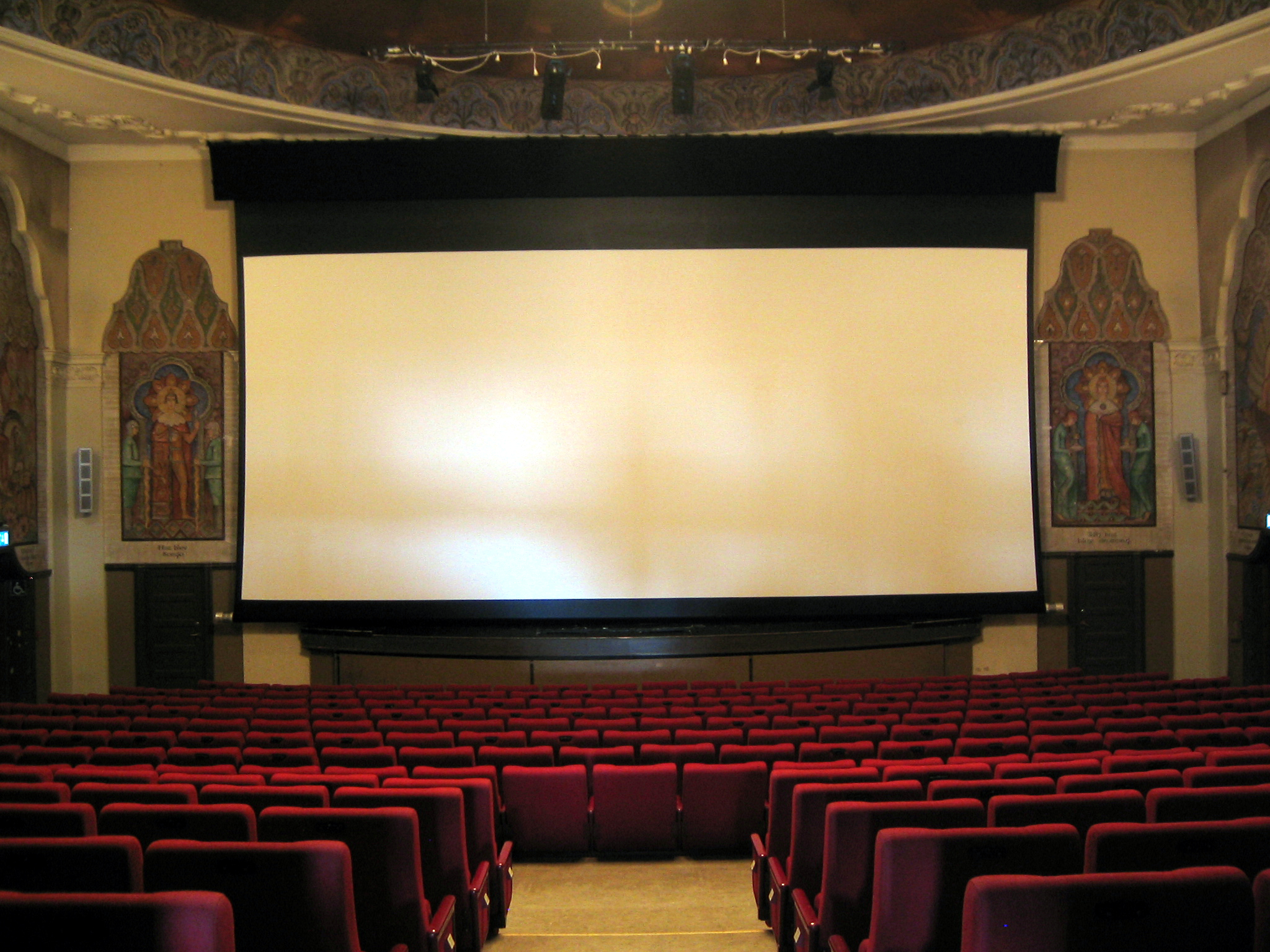
Munken Kino : l'écran

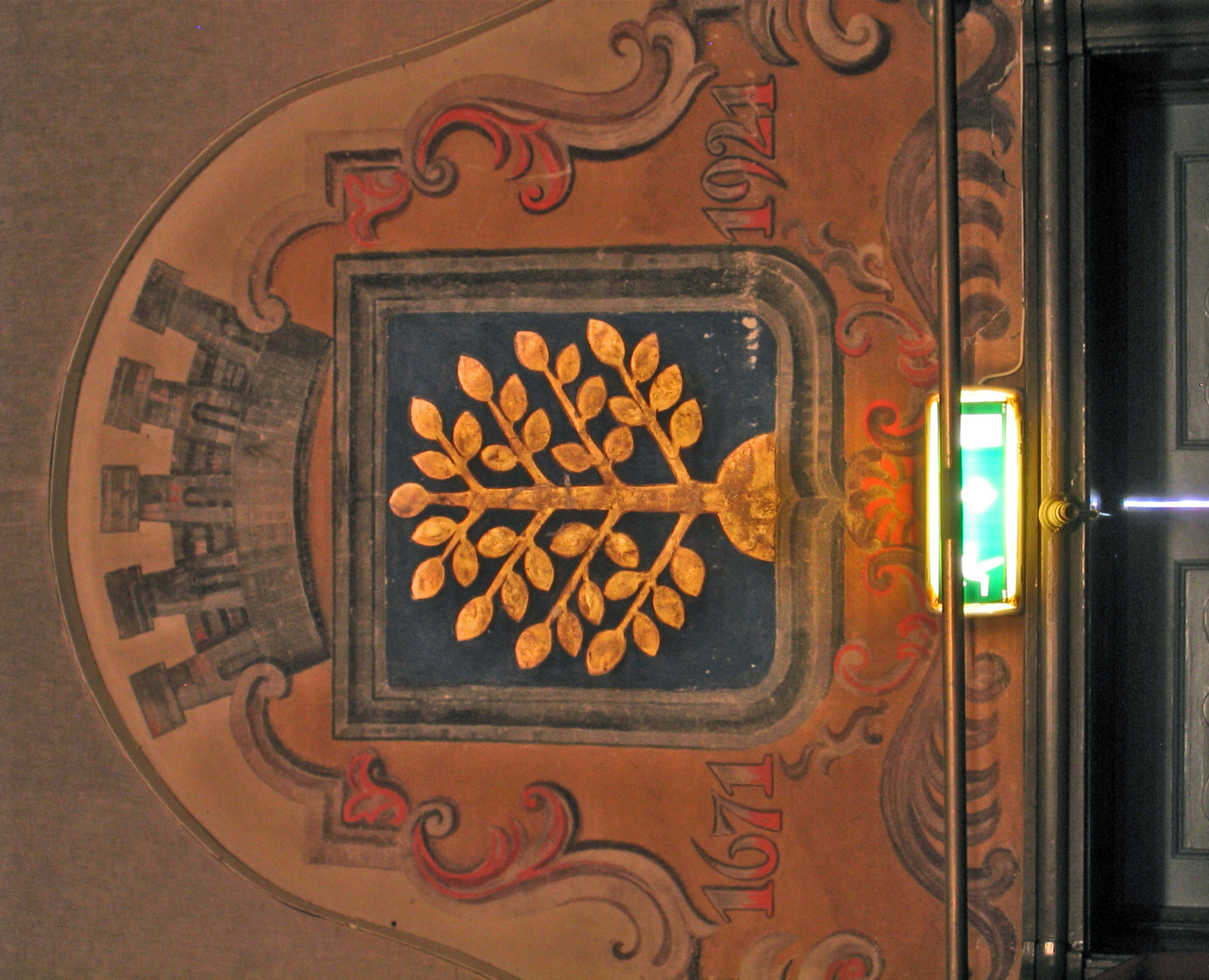
Munken Kino : blason au-dessus de la porte

Le pays est plus connu à l’étranger pour son théâtre (Henrik Ibsen, Jon Fosse, Arne Lygre...) et ses romans policiers (Auteurs norvégiens de romans policiers).
Le cinéma norvégien est longtemps resté centré sur le marché intérieur, alors que ses voisins immédiats, le cinéma danois et le cinéma suédois, voyaient très tôt leurs longs métrages appréciés hors de leurs frontières.
La situation en Norvège a changé au cours de ces dernières années[évasif], plusieurs films ont été sélectionnés ou récompensés lors des grands festivals et en 2006 la production nationale a battu des records avec la sortie de 21 longs métrages (la moyenne est plutôt comprise entre 12 et 20).
Les films pour enfants et les documentaires font partie des spécialités du pays.

## Animation (longs métrages)
- 1947 : Det grodde fram - Trondheim 1940 - 1945
- 1975 : Flåklypa Grand Prix (Ivo Caprino)
- 1998 : Gourine et la queue de renard (Solan, Ludvig og Gurin med reverompa) (John M. Jacobsen et Nille Tystad)
- 2002 : Karlsson sur le toit (Karlsson på taket) coproduction avec la Suède (Vibeke Idsøe)
- 2003 : Kaptein Sabeltann (Stig Bergqvist et Rasmus A. Sivertsen)
- 2005 : À travers mes grosses lunettes (Nå skal du høre...) (Pjotr Sapegin)
- 2006 : Libérez Jimmy (Slipp Jimmy fri) (Christopher Nielsen)
- 2007 : Elias og kongeskipet (Espen Fyksen)

## Personnalités du cinéma norvégien

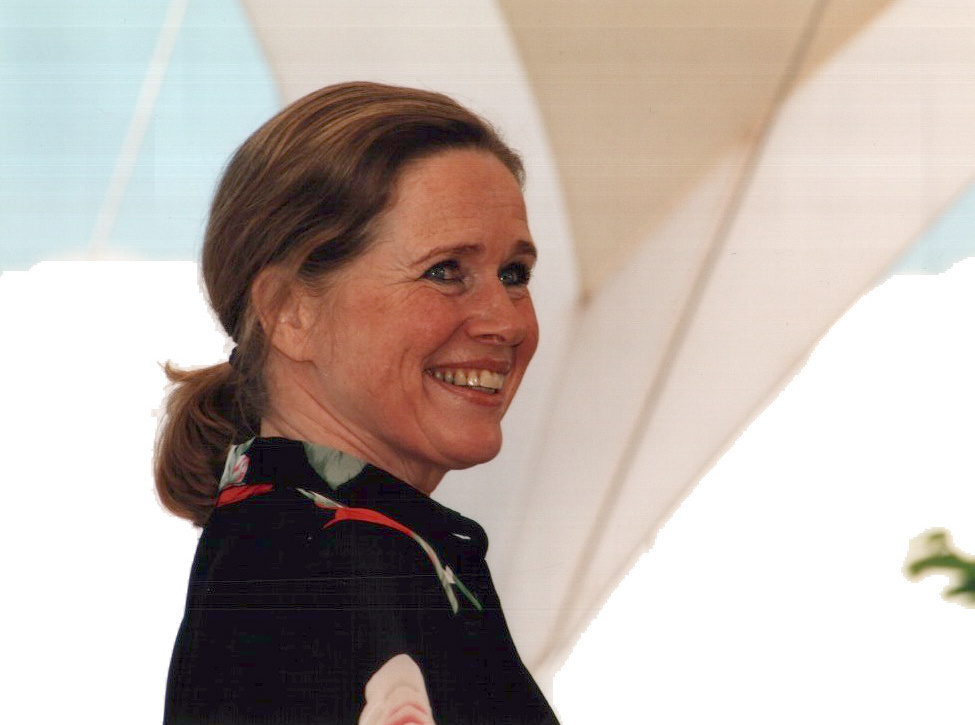
Liv Ullmann au Festival de Cannes en 2000

### Réalisateurs
Rolf Aamot - Øyvind Asbjørnsen - Martin Asphaug - Anja Breien - Ivo Caprino - Terje Dragseth - Nils Gaup - Ole Giæver - Bent Hamer - Aksel Hennie - Gill Holland - Marius Holst - Knut Erik Jensen - Jens Lien - Erik Løchen - Petter Næss - Erik Poppe - Joachim Rønning - Espen Sandberg - Øyvind Sandberg - Erik Skjoldbjærg - Arne Skouen - Joachim Trier - Morten Tyldum - Liv Ullmann - Roar Uthaug - Eskil Vogt - Harald Zwart

### Acteurs

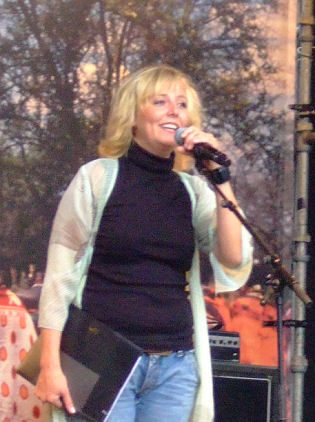
Linn Skåber en 2006

Brynjar Aa - Per Aabel - Per Asplin - Petronella Barker - Lene Elise Bergum - Øivind Blunck - Maria Bonnevie - Aagot Børseth - Harriet Bosse - Anders Danielsen Lie - Aagot Didriksen - Ellen Dorrit Petersen - Kjersti Døvigen - Espen Eckbo - Julie Ege - Jon Eikemo - Kjersti Elvik - Alma Fahlstrøm - Terje Formoe - Jørgen Foss - Wenche Foss - Anne Kat Hærland - Gunnar Haugan - Per Theodor Haugen - Harald Heide-Steen Jr. - Sonja Henie - Aksel Hennie - Erik Hivju - Willie Hoel - Mona Hofland - Sverre Holm - Kristoffer Joner - Lars Olav Karlsen - Negar Khan - Trond Kirkvaag - Herborg Kråkevik - Liv Lindeland - Martin Linge - Natassia Malthe - Alfred Maurstad - Toralv Maurstad - Ellen Nikolaysen - Sven Nordin - Herbert Nordrum - Ingrid Olava - Arve Opsahl - Sverre Anker Ousdal - Henrik Rafaelsen - Renate Reinsve - Inger Lise Rypdal - Linn Skåber - Espen Skjønberg - Henny Skjønberg - Liv Ullmann - Rolv Wesenlund - Kristine Kujath Thorp

## Filmographie sélective
- Listes chronologiques de films norvégiens (en)

 (juillet 2017).

### Avant 1950
- 1911 : La Malédiction de la pauvreté (en) (Fattigdommens forbandelse) de Halfdan Nobel Roede (no)
- 1922 : Pan
- 1926 : Les Fiancés de Glomdal
- 1927 : Madame visite Oslo
- 1931 : Le Grand Baptême (Den store barnedåpen)
- 1940 : Aïtanga, la femme aux aigles (Bastard)
- 1946 : Le Voyageur pour l’Angleterre
- 1948 : La Bataille de l’eau lourde

### 1950-2000
- 1951 : Atterrissage forcé
- 1957 : Le Rescapé (Ni liv)
- 1959 : La Chasse (Jakten); L’Indocile (Ung flukt)
- 1967 : Vie (Liv)
- 1967 : An-Magritt
- 1969 : Trois Corniauds en vadrouille (Olsenbanden - Operasjon Egon)
- 1970 : Exit
- 1971 : Le Viol (Voldtekt)
- 1972 : Objection (Motforestilling)
- 1974 : Grève ! (Streik !)
- 1975-1985-1996 : Trilogie Épouses : Wives (Hustruer) / Hustruer - ti år etter / Hustruer III
- 1977 : La Majorité silencieuse (Det tause flertall)
- 1981 : La Petite Ida ; La Trahison
- 1985 : La Ceinture d'Orion (Orions belte) ; Lumières du Nord
- 1987 : Le Palais de glace ; Le Passeur (Veiviseren)
- 1989 : Vagabonds (Landstrykere) ; Le Vieil Homme et l’amour (En håndfull tid)
- 1992 : Rebelles sans cause (Svarte pantere)
- 1993 : Au-delà du ciel (Høyere enn himmelen) ; Stella Polaris ; Le Télégraphiste (Telegrafisten)
- 1994 : Croix de bois, croix de fer (Ti kniver i hjertet) ; Eggs ; La Folle Equipée de la cigogne (Over stork og stein) ; Le Songe (Drømspel)
- 1996 : L'Envers du dimanche (Søndagsengler) ; Zéro Kelvin (Kjærlighetens kjøtere)
- 1997 : Insomnia ; Junk Mail - Le Messager (Budbringeren)

### Depuis 2000
- 2000 : Infidèle (Troløs)
- 2001 : Cody Bank : agent secret ; Le Désespoir en chantant (Heftig og begeistret, documentaire) ; Divine, mais dangereuse ; Elling ; Prozac Nation
- 2002 : Tout sur mon père (Alt om min far)
- 2003 : Kitchen Stories (Salmer fra kjøkkenet)
- 2004 : Beautiful Country ; Crazy in Love (Mozart and the Whale)
- 2005 : Factotum
- 2006 : Norway of Life (Den brysomme Mann)
- 2007 : Tatt av kvinnen
- 2007 : Bitre Blomster
- 2010 : Les Révoltés de l'île du Diable
- 2011 : Oslo, 31 août (Oslo, 31. august)
- 2021 : Julie (en 12 chapitres)
- 2021 : The Innocents
- 2021 : Ninjababy
- 2022 : Sick of Myself (Syk Pike)
- 2022 : Troll
- 2025 : Troll 2

## Économie du cinéma norvégien

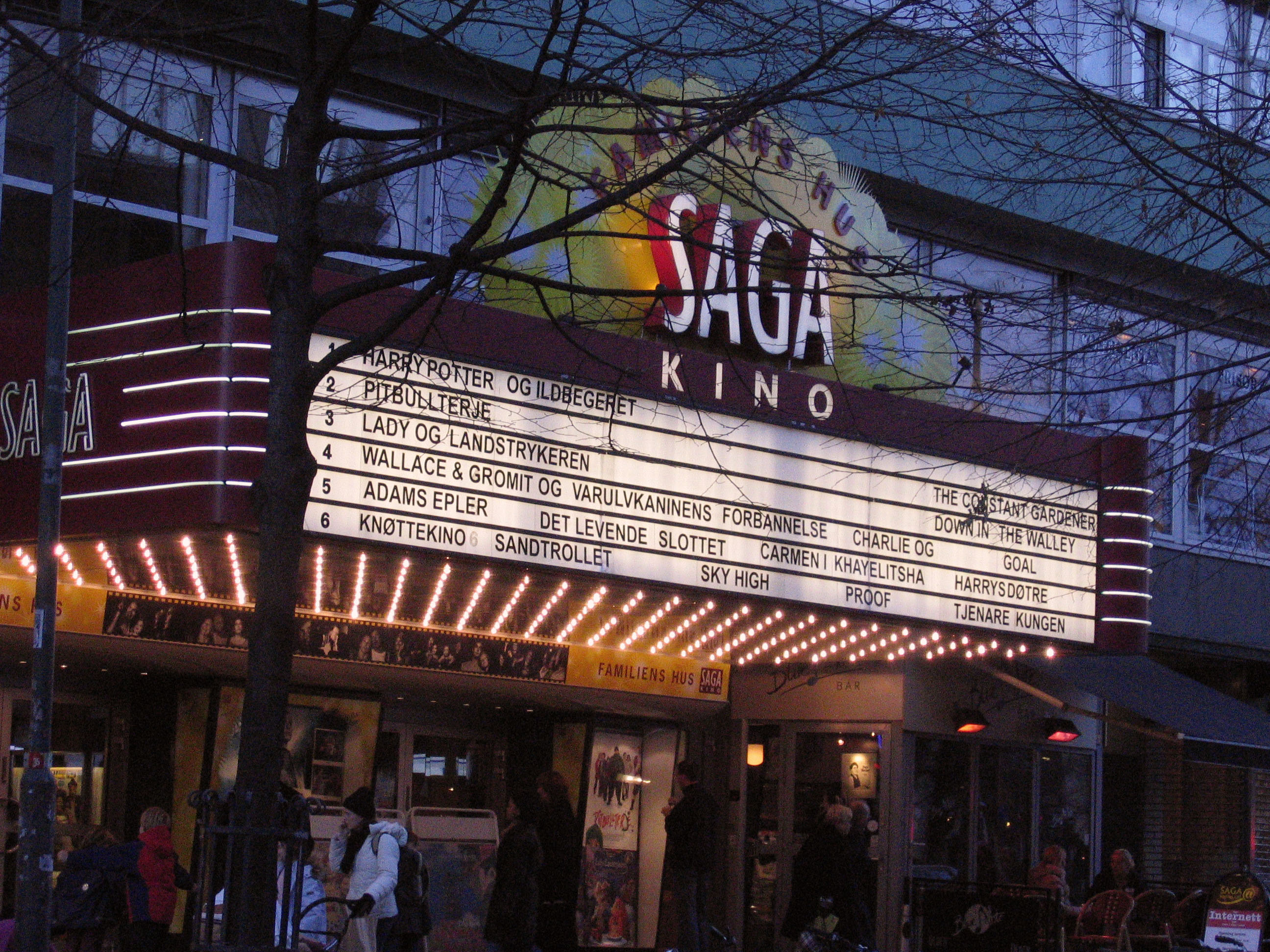
Cinéma Saga à Oslo

### Institutions
- Norsk filminstitutt (1955)
- Fonds norvégien pour le cinéma
- Développement cinématographique norvégien
- Fonds de l’audiovisuel
- Centres cinématographiques régionaux
- Commission cinématographique norvégienne
- Den norske filmskolen : école de cinéma fondée à Lillehammer en 1997
- Western Norway Film Commission : La Commission Cinématographique de la Norvège de l’Ouest

### Festivals de cinéma
- Bergen : Festival international du film de Bergen (2000)
- Bergen : Festival norvégien des médias “Gullruten”
- Fredrikstad : Festival du film d’animation de Fredrikstad
- Haugesund : Festival international norvégien du film de Haugesund (1973)
- Kristiansand : Festival international du cinéma pour enfants de Kristiansand
- Kristiansand : Festival “FilmQuart”
- Lillehammer : Festival “Amandus” des jeunes cinéastes
- Oslo : Festival international de cinéma d’Oslo
- Oslo : Film fra Sør (Cinéma du Sud)
- Oslo : Festival norvégien du court métrage
- Oslo : Festival du cinéma homosexuel
- Trondheim : Festival du court métrage “Minimalen”
- Trondheim : Festival international de cinéma de Trondheim : Kosmorama (22005)

### Revues de cinéma
- Film Forum
- Filmklubbnytt
- Film & Kino (fondée en 1930, elle s’appelait d’abord Norsk Filmblad)
- Filmtidsskriftet Z
- Media i skolen (fondée en 1993)
- Rush print